# کاردینال هلث
کاردینال هلث (به انگلیسی: Cardinal Health) شرکت آمریکایی ارائه‌دهنده خدمات و مراقبت‌های بهداشتی است، که در سال ۱۹۷۱ توسط رابرت دی. والتر تأسیس شد و دفتر مرکزی آن در شهر دوبلین، اوهایو مستقر می‌باشد  .
شرکت کاردینال هلت، دارای بزرگترین شبکه توزیع دارو، در سطح بین‌المللی است. سهام این شرکت در بازار بورس نیویورک معامله می‌شود و نام آن در فهرست فرچون ۵۰۰ قرار دارد.